# Franz Camille Overbeck
Franz Camille Overbeck (16. listopadu 1837 Petrohrad - 26. července 1905 Basilej) byl německý protestantský teolog.

## Život
Narodil se v Petrohradě jako německý občan. Jeho otec, Franz Heinrich Herrmann Overbeck, byl britsko-německý obchodník. Matka Jeanne Camille Cerclet se narodila v Petrohradě, ale pocházela z francouzské rodiny. Díky těmto okolnostem se jeho výchova nesla v evropském a humanistickém duchu. Nejdříve se konala v Petrohradu. Od roku 1846 v Paříži, kde mladičký Overbeck zůstal až do roku 1848 a Velké francouzské revoluce, kdy se odstěhoval zpět do Petrohradu. Po roce 1850 byl vychováván v Drážďanech. Díky takové mezinárodní výchově se naučil hlavní evropské jazyky.
Od roku 1856 do roku 1864 studoval teologii v Lipsku, Berlíně, Göttingenu a Jeně. Především díky přednáškám Karla Schwarze a historické teologií Ferdinanda Christiana Baura, byly jeho studia ze začátku spjaty s kritikou oficiálního proudu teologie. V roce 1859 obdržel doktorát, po kterém pracoval až do roku 1864 na své habilitační práci o Hippolytovi Římském. Poté vyučoval na univerzitě v Jeně.
Během studií v Lipsku se stal blízkým přítelem Heinricha von Treitschkena.
Roku 1870 se Overback stal profesorem v Basileji. Celých pět let bydlel v domě, kde o patro níž bydlel Friedrich Nietzsche. Postupně se ze sousedů stali velcí přátelé, kteří měli na sebe v budoucnu rozhodující vliv.
V roce 1873 Overbeck publikoval svou nejvýznamnější práci Über die Christlichkeit unserer heutigen Theologie, ve které vyslovuje tezi, že historické křesťanství se zásadně liší od původní nauky Ježíše Krista. Tato kniha byla podnícena pracemi Davida Strausse a Paula de Legarda.
- Seznam děl v Souborném katalogu ČR, jejichž autorem nebo tématem je Franz Camille Overbeck